# 卡迪斯 (伊利諾伊州)
卡迪斯（英語：Cadiz）是位於美國伊利諾伊州哈丁縣的一個非建制地區。該地的面積和人口皆未知。

## 地理
卡迪斯的座標為37°34′45″N 88°13′35″W / 37.57917°N 88.22639°W，而該地的平均海拔高度為171米（即561英尺）。